# 248388 Namtso
248388 Namtso este o planetă minoră (asteroid) din centura de asteroizi. A fost descoperită pe 26 septembrie 2005 la Borbona de Vincenzo Silvano Casulli⁠(d) și a fost numită după Namtso⁠(d). 
Obiectul prezintă o orbită caracterizată de o semiaxă mare de 3,0731147234531 UAi, o excentricitate de 0,15, o înclinație de 3,7 ° în raport cu ecliptica.